# Eupromerella travassosi
Eupromerella travassosi är en skalbaggsart som först beskrevs av Julius Melzer 1935.  Eupromerella travassosi ingår i släktet Eupromerella och familjen långhorningar. Inga underarter finns listade i Catalogue of Life.